# Hemidactylus agrius
Hemidactylus agrius är en ödleart som beskrevs av  Paulo Emilio Vanzolini 1978. Hemidactylus agrius ingår i släktet Hemidactylus och familjen geckoödlor. Inga underarter finns listade i Catalogue of Life.
Arten förekommer i nordöstra Brasilien söder om Amazonflodens mynning i Atlanten.